# Laura Harrier
Laura Ruth Harrier (Chicago, 28 de março de 1990) é uma modelo e atriz americana.

## Carreira
Em 2017, atuou no elenco principal do filme Spider-Man: Homecoming, produzido pela Marvel Studios e Columbia Pictures, onde interpretou a linda estudante do ensino médio Liz, o principal interesse romântico do protagonista Peter Parker, interpretado pelo ator Tom Holland.
Em 2020, ela apareceu como de co-estrela no videoclipe da música "What's Love Got to Do with It" de Kygo e Tina Turner, onde atua ao lado do ator Charles Michael Davis.

### Filmes "adiados"
Também em 2020, ela aparece comédia e drama The Starling, dirigido por Theodore Melfi, que aguarda lançamento pela Netflix.
Ela aparece no filme de cientista Bios, da Universal Pictures, que foi inicialmente planejado para ser lançado em 2020, porém foi adiado algumas vezes durante os meses devido os impactos da pandemia de COVID-19 no cinema mundial.

## Filmografia

### Cinema
| Ano  | Título                 | Papel                | Notas          |
| ---- | ---------------------- | -------------------- | -------------- |
| 2014 | The Last Five Years    | Mulher do manuscrito |                |
| 2015 | 4th Man Out            | Dorothy Cuda         |                |
| 2016 | The Realest Real       | Abby                 | Curta-metragem |
| 2017 | Spider-Man: Homecoming | Liz Toomes Allan     |                |
| 2018 | BlacKkKlansman         | Patrice Dumas        |                |
| 2019 | Balance, Not Symmetry  | Caitlin Walker       |                |
| 2021 | The Starling           | Sherri               |                |
| 2022 | Entergalactic          | Carmen               |                |
| 2023 | White Men Can't Jump   | Tatiana              |                |
| 2026 | Michael                | Suzanne de Passe     |                |

### Televisão
| Ano       | Título           | Papel              | Notas                             |
| --------- | ---------------- | ------------------ | --------------------------------- |
| 2013      | One Life to Live | Destiny Evans      | 40 episódios                      |
| 2014      | Unforgettable    | Amber              | 2 episódios                       |
| 2014      | Galyntine        | Wylie              | Telefilme                         |
| 2020      | Hollywood        | Camille Washington | 7 episódios                       |
| 2021      | Calls            | Layla              | Episódio: "It's All in Your Head" |
| 2022      | Mike             | Robin Givens       | Episódio: "Lover"                 |
| 2024-2025 | Doctor Odyssey   | Vivian Montgomery  | 4 episódios                       |

### Videoclipes
| Ano  | Título                          | Artista(s)         |
| ---- | ------------------------------- | ------------------ |
| 2020 | "What's Love Got to Do with It" | Kygo e Tina Turner |

## Prêmios e indicações
| Ano  | Prêmio                     | Categoria               | Obra           | Resultado | Ref.  |
| ---- | -------------------------- | ----------------------- | -------------- | --------- | ----- |
| 2019 | Black Reel Awards          | Melhor Atriz Revelação  | BlacKkKlansman | Indicado  | [ 4 ] |
| 2019 | Screen Actors Guild Awards | Melhor Elenco em Cinema | BlacKkKlansman | Indicado  | [ 5 ] |